# 짝사랑의 달
《짝사랑의 달》은 스튜디오 녹차에서 제작, 2007년 5월 25일에 출시한 성인용 연애 어드벤처 게임이다. 2008년 10월 31일에 속편 《짝사랑의 달 엑스트라》가 출시되었고, 동년 11월 16일에 사운드트랙이 출시되었다.

## 등장 인물

### 주인공
토키와 하루히코 (常盤 晴彦)

### 메인 캐릭터
하츠세 카츠미 (初瀬 香津美)
- 생일: 9월 9일
- 혈액형: A형
- 신장: 158 cm

야시마 쿄코 (八島 杏子)
- 생일: 8월 12일
- 혈액형: B형
- 신장: 161 cm

사카키 나기사 (榊 渚)
- 생일: 12월 18일
- 혈액형: O형
- 신장: 168 cm

미카사 아카리 (三笠 月理)
- 생일: 2월 5일
- 혈액형: A형
- 신장: 146 cm

야시마 안나 (八島 杏奈)
- 생일: 10월 30일
- 혈액형: AB형
- 신장: 152 cm

## 삽입곡
- 오프닝: 〈refrain moon〉 (UR@N)
- 삽입곡: 〈split tears〉 (fripSide)
- 엔딩: 〈tomorrow〉 (fripSide)

### 내용주
1. ↑  일본어: 片恋いの月 가타코이노 쓰키[*]
로마자: Katakoi no Tsuki
2. ↑  일본어: 片恋いの月えくすとら